# 896 в Україні
896 в Україні — це перелік головних подій, що відбулись у 896 році на території сучасних українських земель.

## Події
- Битва на Південному Бузі, де болгарський цар Симеон I розбив військо угрів та в союзі з печенігами він вигнав їх далеко на захід.